# 通化葡萄酒厂地下贮酒窖
通化葡萄酒厂地下贮酒窖，位于中国吉林省通化市前兴路28号，为吉林全国重点文物保护单位。
通化葡萄酒厂建于 1937 年，地下贮酒窖位于距现地表深约 4.5 米处。室内常年恒温保持在 15~16 摄氏度，总面积 10340 平方米，共包括十一个贮酒室，有贮酒用橡木桶 772 个，可贮藏山葡萄原酒 18000 吨。 

## 历史
2007年5月31日以通化葡萄酒股份有限公司地下贮酒窖的名称，公布为第六批吉林省文物保护单位，类型为近现代重要史迹及代表性建筑。该文物保护单位由通化市文物管理委员会办公室管理。
2013年5月，中国国务院公布为第七批全国重点文物保护单位（近现代重要史迹及代表性建筑）。
通化葡萄酒厂地下贮酒窖的历史年代为现代。

## 引用
1. ↑  君君对你说. . k.sina.cn. 2020-07-06  [2022-07-30].